# Mezimuří

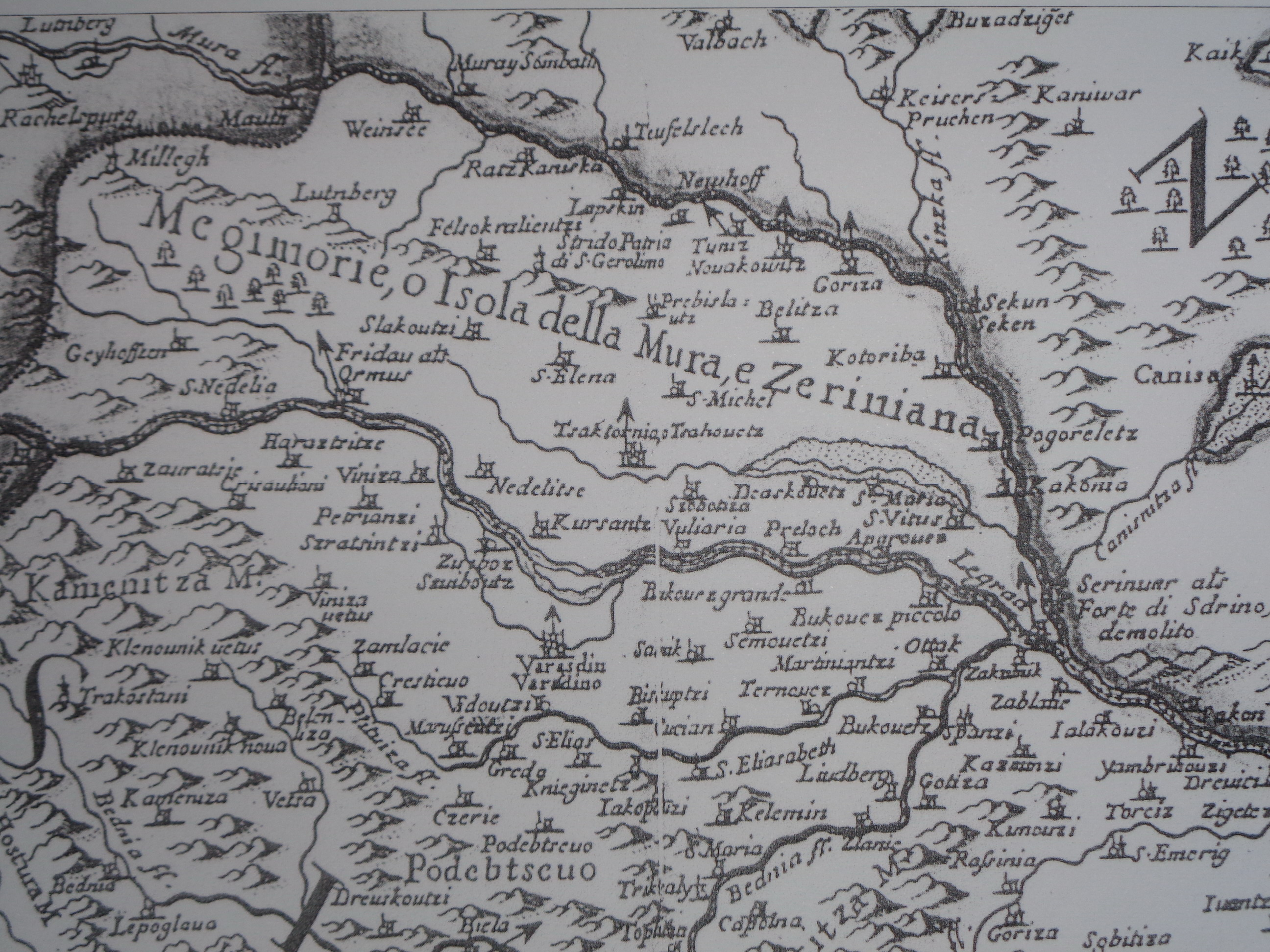
Mezimuří (zde na staré mapě z roku 1690, s řekou Murou jako hranicí s Uherskem) je nejsevernější částí Chorvatska

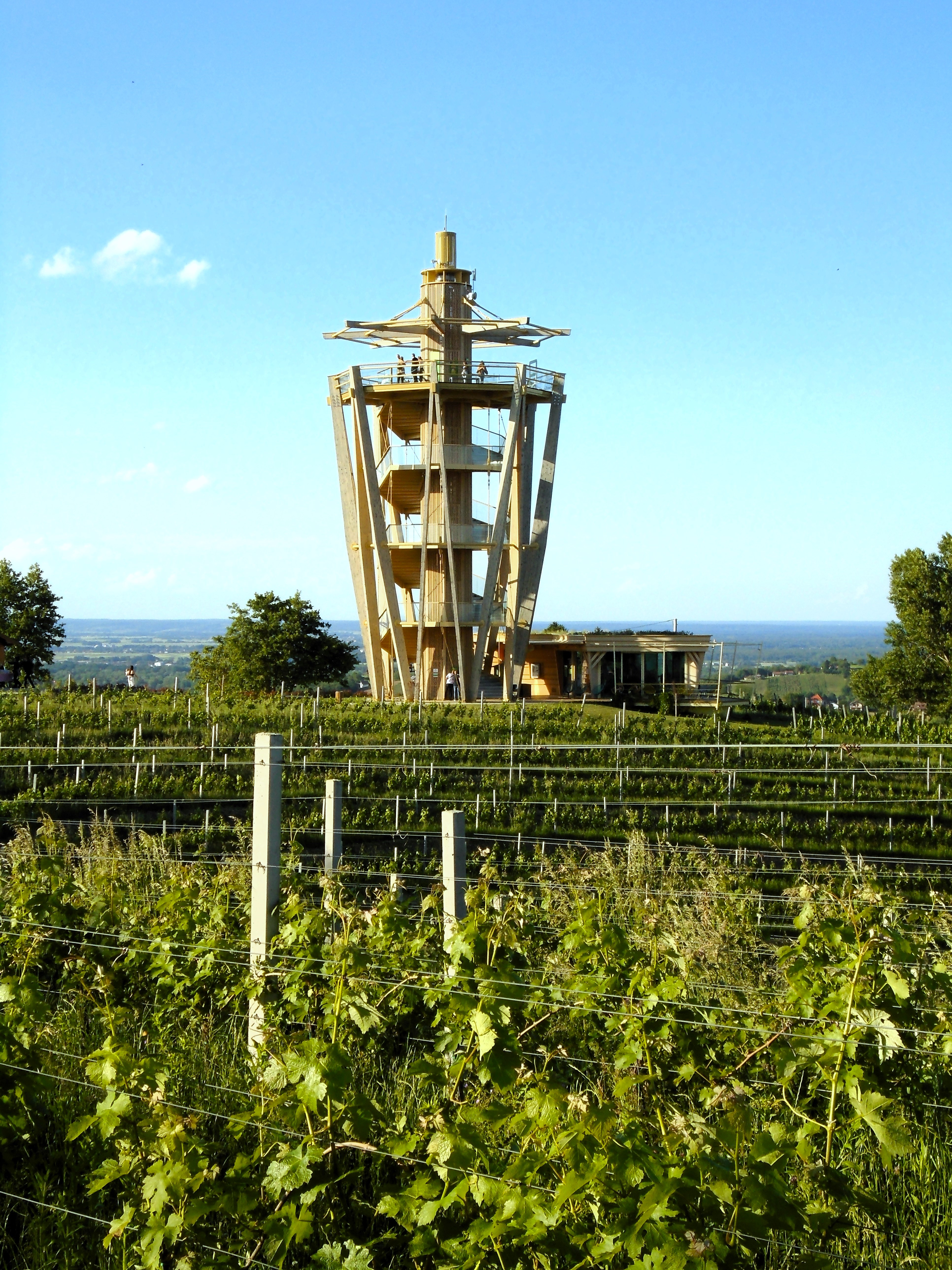
Krajina Horního Mezimuří

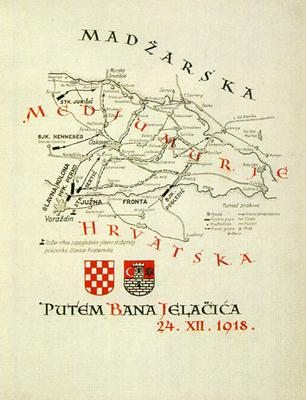
Mapa ukazující vojenské tažení na konci první světové války, během něhož bylo Mezimuří osvobozeno od maďarských sil a začleněno do nově vzniklého Státu Slovinců, Chorvatů a Srbů

Mezimuří (chorvatsky Međimurje, slovinsky Medžimurje, maďarsky Muraköz, německy Murinsel) je historické území rozdělené mezi Chorvatsko (většina území) a Slovinsko (malá část území). Slovinská část zahrnuje pět katastrálních území Gibina, Globoka, Razkrižje, Šafarsko, Veščica, se sedmi vesnicemi (Gibina, Globoka, Kopriva, Razkrižje, Šafarsko, Šprinc, Veščica) . Chorvatská část je tvořena jednak územím Mezimuřské župy a dále katastrálním územím Legrad.

## Geografie
Region se skládá z náplavové roviny v jeho jihovýchodní části (tzv. Dolní Mezimuří) a svahů alpského podhůří v jeho severozápadní části (Horní Mezimuří – někdy také nazývané Međimurske gorice, což přibližně znamená „Mezimuřské vrchy“). Nejvyšším geografickým bodem je Mohokos s nadmořskou výškou 344,4 metru. Tvoří součást krátkého pohoří, které se táhne přibližně 20 kilometrů severozápado-jihovýchodním směrem přes severozápadní část regionu. Zatímco Horní Mezimuří je pokryto háji, loukami, vinicemi a ovocnými sady, Dolní Mezimuří je převážně využíváno pro orbu, včetně polí obilovin, kukuřice, brambor a také pro pěstování zeleniny.

## Dějiny
Oblast byla osídlena již od neolitu a doby bronzové. Od 1. století byla pod kontrolou Římské říše a součástí provincie Panonie. V raném středověku se zde usadili Slované a oblast se později stala součástí Panonského Chorvatského knížectví, poté Chorvatského království a (od roku 1102) Chorvatského království v personální unii s Uherskem. V průběhu staletí byla oblast v držení mnoha šlechtických rodů, jako byli Lackovićové, Celjští, Ernuštové, Zrinští, Althannové nebo Feštetićové.
Podle volby v Cetinu v roce 1527 se Mezimuří dostalo pod vládu rakouských Habsburků a zůstalo součástí habsburské monarchie (později Rakouského císařství a Rakouska-Uherska) až do konce první světové války v roce 1918. Od roku 1720 bylo Mezimuří oficiálně součástí uherské župy Zala.
V prosinci 1918 bylo Mezimuří obsazeno a na lidovém shromáždění v největším městě regionu, Čakovci, bylo prohlášeno za součást nově vzniklého Království Srbů, Chorvatů a Slovinců (později známého jako Jugoslávie). Toto bylo potvrzeno Trianonskou smlouvou. Po skončení druhá světová válkaskončení druhé světové války byl region rozdělen mezi tí Chorvatsko a Slovinsko.

## Hrady a zámky
- Banfiho zámeček
- Čakovecký hrad
- Feštetićský zámek
- Hrad Lapšina
- Tkalecký zámeček